# Vanderhorstia fasciaventris
Vanderhorstia fasciaventris är en fiskart som först beskrevs av Smith, 1959.  Vanderhorstia fasciaventris ingår i släktet Vanderhorstia och familjen smörbultsfiskar. Inga underarter finns listade i Catalogue of Life.